# آببر لمبورن (باركشير)
آببر لمبورن (بالإنجليزية: Upper Lambourn)‏ هي قرية تقع في المملكة المتحدة في جنوب شرق إنجلترا.